# Madeleine Thompson
Madeleine Thompson (* 24. April 1990 in Corvallis, Oregon) ist eine ehemalige US-amerikanische Fußballspielerin.

## Karriere
Während ihres Studiums an der Stanford University spielte Thompson von 2009 bis 2012 für die dortige Universitätsmannschaft der Stanford Cardinal. Anfang 2013 gab der NWSL-Teilnehmer Sky Blue FC die Verpflichtung Thompsons als sogenannter Discovery Player bekannt. Ihr Ligadebüt gab sie am 14. April 2013 gegen Western New York Flash als Einwechselspielerin für Kendall Johnson. Nach der Saison 2014 wurde Thompson freigestellt und beendete kurz darauf ihre Profikarriere.